# EFNA1
EFNA1 (англ. Ephrin A1) – білок, який кодується однойменним геном, розташованим у людей на короткому плечі 1-ї хромосоми.  Довжина поліпептидного ланцюга білка становить 205 амінокислот, а молекулярна маса — 23 787.
| 10         |  | 20         |  | 30         |  | 40         |  | 50         |
| ---------- |  | ---------- |  | ---------- |  | ---------- |  | ---------- |
| MEFLWAPLLG |  | LCCSLAAADR |  | HTVFWNSSNP |  | KFRNEDYTIH |  | VQLNDYVDII |
| CPHYEDHSVA |  | DAAMEQYILY |  | LVEHEEYQLC |  | QPQSKDQVRW |  | QCNRPSAKHG |
| PEKLSEKFQR |  | FTPFTLGKEF |  | KEGHSYYYIS |  | KPIHQHEDRC |  | LRLKVTVSGK |
| ITHSPQAHDN |  | PQEKRLAADD |  | PEVRVLHSIG |  | HSAAPRLFPL |  | AWTVLLLPLL |
| LLQTP      |  |            |  |            |  |            |  |            |

A: Аланін

C: Цистеїн

D: Аспарагінова кислота

E: Глутамінова кислота

F: Фенілаланін

G: Гліцин

H: Гістидин

I: Ізолейцин

K: Лізин

L: Лейцин

M: Метіонін

N: Аспарагін

P: Пролін

Q: Глутамін

R: Аргінін

S: Серин

T: Треонін

V: Валін

W: Триптофан

Задіяний у таких біологічних процесах як ангіогенез, поліморфізм. 
Локалізований у клітинній мембрані, мембрані.
Також секретований назовні.